# Powiat Prenzlau (1818–1952)

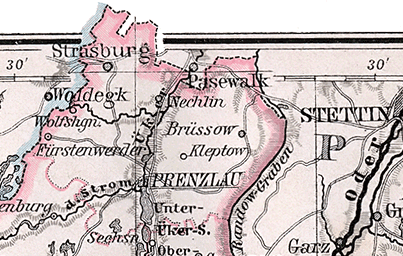
Mapa powiatu Prenzlau w 1905

Powiat Prenzlau (niem. Landkreis Prenzlau, Kreis Prenzlau) – były powiat w pruskiej rejencji poczdamskiej, w prowincji Brandenburgia. Po zakończeniu II wojny światowej w radzieckiej strefie okupacyjnej, a następnie w NRD. Funkcjonował w latach 1818–1952. Siedzibą władz powiatu było miasto Prenzlau.
W wyniku reform administracyjnych w 1952 obszar powiatu Prenzlau znalazł się w nowym powiecie Prenzlau, Pasewalk i Strasburg.
Obecnie tereny powiatu Prenzlau należą do powiatów Uckermark w Brandenburgii i Vorpommern-Greifswald w Meklemburgii-Pomorzu Przednim.

## Miasta i gminy
1 stycznia 1945 w skład powiatu wchodziły 3 miasta i 91 gmin:
| Miasta 1. Brüssow 2. Prenzlau 3. Strasburg (Uckermark) Gminy 1. Arendsee 2. Bagemühl 3. Bandelow 4. Basedow 5. Battin 6. Baumgarten 7. Beenz 8. Bergholz 9. Bietikow 10. Blindow 11. Blumenhagen 12. Brietzig 13. Bröllin 14. Carmzow 15. Caselow 16. Cremzow 17. Damerow bei Nechlin 18. Damme 19. Dauer 20. Dedelow 21. Drense 22. Eickstedt 23. Ellingen 24. Fahrenholz 25. Fahrenwalde 26. Falkenhagen (Mark) 27. Falkenwalde 28. Ferdinandshorst 29. Fürstenwerder 30. Göritz 31. Gollmitz 32. Grenz 33. Grimme 34. Groß Luckow 35. Groß Sperrenwalde 36. Groß Spiegelberg 37. Grünberg 38. Grünow 39. Güstow 40. Güterberg 41. Hetzdorf 42. Hindenburg 43. Holzendorf | 1. Jagow 2. Klein Luckow 3. Kleptow 4. Klinkow 5. Klockow 6. Kraatz 7. Lemmersdorf 8. Lübbenow 9. Menkin 10. Milow 11. Nechlin 12. Neuenfeld 13. Neuensund 14. Nieden 15. Papendorf 16. Polzow 17. Rittgarten 18. Röpersdorf 19. Roggow 20. Rollwitz 21. Rossow 22. Schapow 23. Schenkenberg 24. Schlepkow 25. Schmarsow 26. Schmölln 27. Schönermark 28. Schönfeld 29. Schönwerder 30. Schwaneberg 31. Schwarzensee 32. Seelübbe 33. Sternhagen 34. Trampe 35. Trebenow 36. Wallmow 37. Werbelow 38. Wetzenow 39. Wilsickow 40. Wismar 41. Woddow 42. Wolfshagen 43. Wolin 44. Wollschow 45. Zerrenthin 46. Ziemkendorf 47. Zollchow 48. Züsedom |